# Бйорн Йогансен
Бйорн Йогансен (норв. Bjørn Johansen, нар. 7 вересня 1969, Тромсе) — норвезький футболіст, що грав на позиції півзахисника. По завершенні ігрової кар'єри — тренер.

## Клубна кар'єра
У дорослому футболі дебютував 1987 року виступами за команду «Тромсе», в якій провів п'ять сезонів, взявши участь у 107 матчах чемпіонату. Більшість часу, проведеного у складі «Тромсе», був основним гравцем команди.
Протягом сезонів 1993 і 1994 років захищав кольори клубу «Вікінг», після чого повернувся у «Тромсе». Цього разу відіграв за команду з Тромсе наступні п'ять сезонів своєї ігрової кар'єри. Граючи у складі «Тромсе» став володарем Кубка Норвегії у 1996 році.
Протягом 2000—2001 років захищав кольори шведського клубу «Гельсінгборг», після чого втретє став гравцем «Тромсе» і захищав його кольори до припинення виступів на професійному рівні у 2005 році. В результаті Йогансен виступав за «Тромсе» протягом усієї своєї ігрової кар'єри з 1987 до 2005 року, за винятком лише 4-х сезонів і за цей час провів за рідний клуб 326 матчів у чемпіонаті та 405 матчів загалом в усіх турнірах і за обома показниками є найкращим за усю історію клубу.

## Виступи за збірну
1985 року дебютував у складі юнацької збірної Норвегії (U-15). З командою U-20 взяв участь у молодіжному чемпіонаті світу 1989 року в Саудівській Аравії, де зіграв у 3 іграх, відзначившись одним забитим голом.
У 1988—1991 роках залучався до складу молодіжної збірної Норвегії. На молодіжному рівні зіграв у 15 офіційних матчах.

## Кар'єра тренера
19 листопада 2010 року клуб Третього дивізіону (четверта за рівнем ліга країни) «Фіннснес» оголосив, що призначить на посаду головного тренера з сезону 2011 року Йогансена. Клуб виграв просування до Другого дивізіону в першому ж сезоні Йогансена на посаді головного тренера, втім вже наступного року команда знову понизилась у класі. За підсумками 2013 року команда знову зайняла перше місце та вийшла до Другого дивізіону, де цього разу виступала аж до завершення 2017 року. 
Після чергового вильоту 21 грудня 2017 року Йогансен покинув клуб аби стати помічником Пера-Матіаса Гегмо у «Фредрікстаді». Після уходу Гегмо по завершенні сезону 2018 року Йогансен став новим головним тренером клубу.

## Титули і досягнення
- Володар Кубка Норвегії (1):

«Тромсе»: 1996